# Würger vom Lichtenmoor

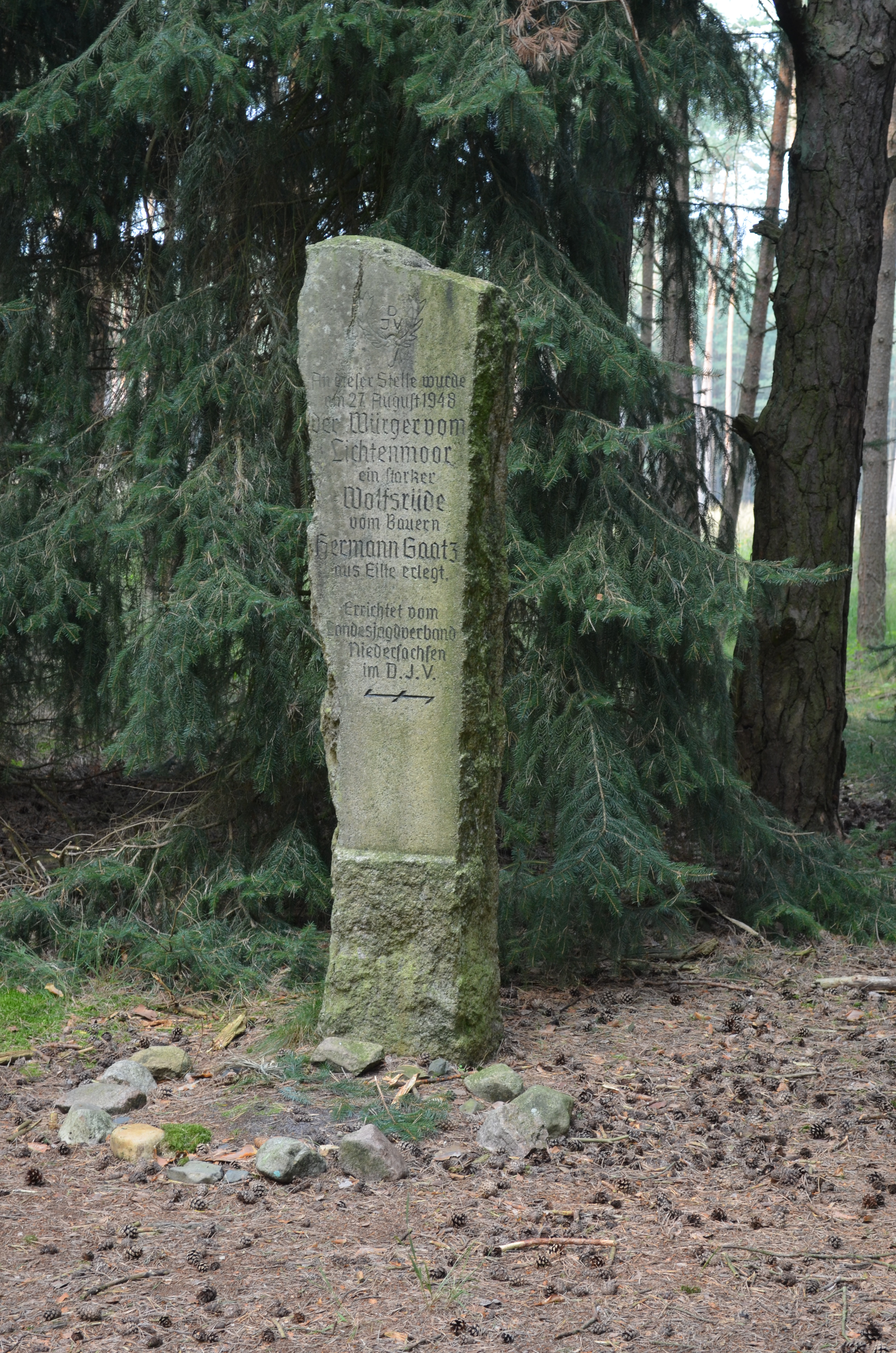
Der Wolfstein in der Schotenheide bei Ahlden. Ein an dieser Stelle geschossener Wolf wird darauf als „Würger vom Lichtenmoor“ bezeichnet.

Als Würger vom Lichtenmoor wird ein zunächst unbekanntes Raubtier bezeichnet, das 1948 in Niedersachsen zahlreiche Haus- und Wildtiere rund um das Lichtenmoor nordöstlich von Nienburg/Weser gerissen haben soll. Die Suche nach dem Würger und Spekulationen darüber, um welches Tier es sich handeln könnte, wurden von einem schnell wachsenden, zwischenzeitlich deutschlandweiten Medieninteresse begleitet und führten zu groß angelegten, jedoch erfolglosen Treibjagden. Ein im August 1948 von einem Jäger erschossener Wolf belebte die zu dem Zeitpunkt schon kaum mehr beachtete Geschichte wieder.
Berichte über die Anzahl der getöteten Beutetiere, die Tötungswunden und andere Indizien machen deutlich, dass es sich bei den allermeisten Fällen um Wilderei und illegale Schlachtungen handelte, die aufgrund des Fleischmangels und der Lebensmittelrationierung in der Nachkriegszeit keine Seltenheit waren. Auffällig ist, dass die Fälle, die dem Würger zugeordnet wurden, nach der Währungsreform am 21. Juni 1948 und einer damit einhergehenden Entspannung auf dem Lebensmittelmarkt stark nachließen.

## Erste Berichte
Das Jagdrevier, das dem „Würger“ zugeordnet wurde, war ein rund 30 Quadratkilometer großes Gebiet in den Landkreisen Neustadt, Fallingbostel und Nienburg mit Zentrum im kaum besiedelten Lichtenmoor. Im Winter 1947/48 wurden dort zahlreiche Wildtiere gerissen und ein „großer, grauer Hund“ gesichtet, der später mit dem Wolf in Verbindung gebracht wurde. Als im Frühjahr die Weidetiere ins Freie getrieben wurden, fielen erste Schafe und Rinder dem unbekannten Jäger zum Opfer. Bei mehreren der getöteten Rinder fiel das jeweils gleiche, ungewöhnliche Muster der Verletzungen auf: Die rechte Hinterkeule war aufgerissen, woran das jeweilige Tier verblutete. Dabei waren die Wundränder ungewöhnlich glatt, eher wie mit einem Messer geschnitten als von Raubtierfängen aufgerissen. Einige Schafe waren sogar auf der Weide vollständig aus dem Fell geschlagen worden, was eindeutig auf Menschenhand hinwies.

## Höhepunkt und Hysterie
Im Mai 1948 begann eine breitere Öffentlichkeit auf die sich häufenden Verluste unter den Herdentieren aufmerksam zu werden. Es gab ergebnislose Drückjagden, für die 1945 entwaffnete deutsche Jäger von der britischen Militärverwaltung mit Gewehren ausgestattet wurden. Am 15. Juni fand, ebenso ergebnislos, die größte Treibjagd statt, die es in Niedersachsen jemals gegeben hat. Beteiligt waren 1500 Treiber und 70 Jäger, darunter auch Angehörige des britischen Militärs. War man zunächst noch von wildernden Hunden als Schuldigen ausgegangen, wurde bald die Theorie diskutiert, dass es sich um einen Wolf handele; ebenso wurden aber auch exotischere Theorien über Löwen, Pumas und gar einem Werwolf aufgestellt. In der Landbevölkerung entwickelte sich vielenorts Angst, die durch Berichte der Medien über den „Würger vom Lichtenmoor“ noch verstärkt wurde. Durch einen signifikanten Rückgang der Zahlen gerissener Herdentiere im Juli und August nahmen die Gerüchte und Berichte über den „Würger“ jedoch alsbald ab.

## Ein Wolf soll der Würger sein
Am 27. August, als die Zahl der dem „Würger“ zugeschriebenen Tierverluste bereits stark gesunken war, schoss der 61-jährige Landwirt Hermann Gaatz aus Eilte von einem Hochsitz in der Schotenheide aus auf einen Wolf, der sich gerade an einige Rehe anpirschte. Am folgenden Tag fand er das Tier, einen sechs Jahre alten Rüden, der eine Länge von 1,70 Metern, eine Schulterhöhe von 85 Zentimetern und ein Gewicht von 95 Pfund aufwies.
Gaatz wollte den toten Wolf präparieren lassen und dem Landesmuseum stiften. Zwei Unbekannte gaben sich jedoch als offiziell Beauftragte aus und nahmen den Kadaver zu einem unbekannten Ziel mit. Zwei Tage später tauchte er im Kofferraum eines Autos eines Reporters auf dem Parkplatz des Anzeiger-Hochhauses in Hannover auf. Im heißen Sommerwetter war der Kadaver bereits so weit verwest, dass er sich nicht mehr präparieren ließ. Im Landesmuseum Hannover ist eine Rekonstruktion des Wolfskopfs ausgestellt, die nach einem Gipsabdruck angefertigt wurde. An der Stelle, an der der Wolf erlegt wurde, ließ der niedersächsische Jagdverband einen „Wolfstein“ zum Gedenken errichten.

## Heutige Bewertung
Heute werden für einen großen Teil der Haus- und Wildtiertötungen Menschen verantwortlich gemacht, die die Nahrungsbewirtschaftung durch die britischen und deutschen Behörden umgehen wollten. Das war möglich, da die offiziell vom „Würger“ gerissenen Tiere nicht zu Nahrungsmitteln verarbeitet werden durften und damit nicht von den entsprechenden Kontrollen erfasst wurden. Das eröffnete die Möglichkeit, das Fleisch illegal zu verwerten und auf dem Schwarzmarkt zu verkaufen. Für diesen Verdacht sprechen nicht nur die Schnittwunden an den gefundenen Tieren, sondern auch die für einen einzelnen Wolf nicht nachvollziehbare Anzahl der gerissenen Tiere: 58 Rinder, nach anderen Quellen 65, weisen die Statistiken allein für den Sommer 1948 aus. Dabei lagen die höchsten Zahlen im Mai und Juni. Dazu kamen rund hundert „gerissene“ Schafe sowie zahlreiche Wildtiere. Kurz nach der Währungsreform am 21. Juni 1948 und damit dem Beginn einer zunehmend funktionierenden Marktwirtschaft sank die Zahl der getöteten Tiere rapide ab.

## Literarische Verarbeitung
Der Würger vom Lichtenmoor ist ein Heimatbuch von Hans Stuhlmacher aus dem Jahre 1949, das über die Geschehnisse berichtet. Heute wird das Buch hauptsächlich an niedersächsischen Schulen als heimatorientiertes Sachbuch gelesen. Der Herausgeber des Buches war der Flecken Ahlden.